# Gekkan Shōnen Gangan
Gekkan Shōnen Gangan (月刊少年ガンガン?) es una de las más extensas revistas antológicas de manga en Japón con más de 600 páginas regularmente.  
Gekkan Shōnen Gangan o también conocida como Monthly Shōnen Gangan es una revista mensual que fue lanzada por Enix (luego Square Enix) en 1991, para competir con otras revistas parecidas como Shōnen Magazine, Shōnen Jump y Shōnen Sunday, y su mercado está dirigido al mismo grupo demográfico masculino joven de la demografía: (Shōnen).  
Presenta mangas con mucha acción y aventuras, a menudo con un protagonistas jóvenes, masculinos, con poderes o habilidades especiales. Los elementos de ciencia ficción y fantasía son muy comunes en estas historias.  
Su revista albergan algunas series de mangas populares de Square Enix que se adaptaron posteriormente a series de anime, como, Akame ga Kill!, Barakamon, Fullmetal Alchemist, Guilty Crown, Soul Eater y To Aru Majutsu no Index.

## Mangas presentados enGekkan Shōnen Gangan
- Akame ga Kill!
- 666: Satan
- Akuma Jiten (悪魔事典)
- Barakamon (ばらかもん)
- Choko Beast!! (CHOKOビースト!!)
- Code Age Archives: Saigo ni Ochitekita Shōjo (コード・エイジ アーカイヴズ～最後におちてきた少女～)
- Doubt (ダウト)
- Dragon Quest: Eden no Senshitachi
- Dragon Quest Gaiden: Roto no Monshō
- Final Fantasy Crystal Chronicles: Hatenaki Sora no Mukō ni
- Fullmetal Alchemist
- Guilty Crown
- Hameln no Violin Hiki (ハーメルンのバイオリン弾き)
- Handa-kun (はんだくん)
- Haregu (ハレグゥ)
- Heroman (ヒーローマン )
- Hero tales
- Flash! Kimen-gumi (フラッシュ!奇面組)
- Jungle wa itsumo Hale nochi Guu
- Kingdom Hearts
- Kiyomura-kun to Sugino Kōji-kun to (清村くんと杉小路くんと)
- He Is My Master (side story) (これが私の御主人様番外編) (side story)
- Higurashi no Naku Koro ni (ひぐらしのなく頃に)
- Luno
- Magic Master (マジック・マスター)
- Moribito: Guardian of the Spirit
- Evil Crusher Maya
- Mahōjin Guru Guru
- Mamotte Shugo Getten! (まもって守護月天!)
- Matantei Loki Ragnarok (魔探偵ロキ)
- Material Puzzle (マテリアル・パズル)
- Munō na Nana (無能なナナ)
- Nagasarete Airantō
- Nangoku Shōnen (南国少年パプワくん)
- Ninpen Manmaru (忍ペンまん丸)
- ō-sama no Mimi ha Okono Mimi (王様の耳はオコノミミ)
- Peacemaker Kurogane (PEACE MAKER鐵)
- Phantom Dead or Alive (ファントム　デッド　オア　アライブ)
- Pon! to Chimera (PON!とキマイラ)
- Roman Club (浪漫倶楽部)
- Saga of QueenKnight (女王騎士物語)
- Shi ga Futari wo Wakatsu Made
- Shikabane Hime
- Soul Eater
- Soul Eater Not!
- Spiral: Suiri no Kizuna (スパイラル～推理の絆～)
- Star Ocean Blue Sapphire (manga) (スターオーシャン ブルースフィア)
- Star Ocean Second Story (manga) (スターオーシャン セカンドストーリー)
- Star Ocean Till the End of Time (manga) (スターオーシャン Till the End of Time)
- To Aru Majutsu no Index
- Tokyo Underground
- Totsugeki! Papparatai (突撃!パッパラ隊)
- Twin Signal
- UFO Princess (円盤皇女ワるきゅーレ)
- Umineko no Naku Koro ni  (うみねこのなく頃に)
- Vampire Juujikai (ヴァンパイア十字界)
- Watashi no Messiah-sama (私の救世主さま)
- Watamote "Watashi ga Motenai no wa Dou Kangaetemo Omaera ga Warui!" (私がモテないのはどう考えてもお前らが悪い！?)
- Zetsuen no Tempest (絶園のテンペスト )
- Z MAN